# Campeonato Asiático de Atletismo de 2019 - 100 m masculino
A prova dos 100 metros masculino do Campeonato Asiático de Atletismo de 2019 foi disputada entre os dias 21 e 22 de abril de 2019 no Estádio Internacional Khalifa em Doha, no Catar. 

## Recordes
Antes desta competição, os recordes mundiais e do campeonato nesta prova eram os seguintes:
|                       | Nome              | Nacionalidade | Tempo | Local       | Data                 |
| --------------------- | ----------------- | ------------- | ----- | ----------- | -------------------- |
| Recorde mundial       | Usain Bolt        | Jamaica       | 9s 58 | Berlim      | 16 de agosto de 2009 |
| Recorde do campeonato | Femi Seun Ogunode | Catar         | 9s 91 | Wuhan       | 4 de junho de 2015   |
| Recorde asiático      | Femi Seun Ogunode | Catar         | 9s 91 | Wuhan       | 4 de junho de 2015   |
| Recorde asiático      | Femi Seun Ogunode | Catar         | 9s 91 | Gainesville | 22 de abril de 2016  |
| Recorde asiático      | Su Bingtian       | China         | 9s 91 | Madri       | 22 de junho de 2018  |
| Recorde asiático      | Su Bingtian       | China         | 9s 91 | Paris       | 30 de junho de 2018  |

## Medalhistas
| Ouro                  | Prata                     | Bronze            |
| Yoshihide Kiryū (JPN) | Lalu Muhammad Zohri (INA) | Wu Zhiqiang (CHN) |

## Cronograma
Todos os horários são locais (UTC+3)
| Data        | Hora  | Evento    |
| ----------- | ----- | --------- |
| 21 de abril | 18:26 | Bateria   |
| 22 de abril | 17:45 | Semifinal |
| 22 de abril | 20:20 | Final     |

## Resultados

### Bateria
Qualificação: 4 atletas de cada bateria  (Q) mais os  4 melhores qualificados (q). 
Vento:
Bateria 1: +1.2 m/s, Bateria 2: +0.8 m/, Bateria 3: +0.9 m/s, Bateria 4: +0.5 m/, Bateria 5: -0.2 m/s
| Posição | Bateria | Atleta                           | Nacionalidade  | Tempo | Notas                |
| ------- | ------- | -------------------------------- | -------------- | ----- | -------------------- |
| 1       | 1       | Andrew Fisher                    | Bahrein        | 10.15 | Q,                   |
| 2       | 1       | Tosin Ogunode                    | Catar          | 10.22 | Q,                   |
| 3       | 1       | Hassan Taftian                   | Irão           | 10.26 | Q                    |
| 3       | 2       | Lalu Muhammad Zohri              | Indonésia      | 10.26 | Q                    |
| 5       | 4       | Kim Kuk-young                    | Coreia do Sul  | 10.27 | Q                    |
| 6       | 3       | Yoshihide Kiryū                  | Japão          | 10.29 | Q                    |
| 6       | 5       | Wu Zhiqiang                      | China          | 10.29 | Q                    |
| 8       | 5       | Ryota Yamagata                   | Japão          | 10.30 | Q                    |
| 9       | 1       | Jirapong Meenapra                | Tailândia      | 10.34 | Q,                   |
| 9       | 4       | Yang Chun-han                    | Taipé Chinesa  | 10.34 | Q,                   |
| 11      | 4       | Xu Zhouzheng                     | China          | 10.41 | Q,                   |
| 12      | 2       | Himasha Eashan Waththakankanamge | Sri Lanka      | 10.42 | Q                    |
| 13      | 2       | Barakat Al-Harthi                | Omã            | 10.43 | Q,                   |
| 14      | 1       | Hassan Saaid                     | Maldivas       | 10.47 | q                    |
| 15      | 2       | Siripol Punpa                    | Tailândia      | 10.52 | Q                    |
| 15      | 5       | Noureddine Hadid                 | Líbano         | 10.52 | Q                    |
| 17      | 3       | Wang Wei-hsu                     | Taipé Chinesa  | 10.53 | Q                    |
| 18      | 4       | Muhammad Zulfiqar Bin Ismail     | Malásia        | 10.55 | Q                    |
| 19      | 4       | Eric Shauwn Cray                 | Filipinas      | 10.57 | q,                   |
| 20      | 1       | Lee Jae-seong                    | Coreia do Sul  | 10.60 | q                    |
| 21      | 1       | Muhd Noor Firdaus Ar Rasyid      | Brunei         | 10.61 | q,                   |
| 22      | 2       | Tsui Chi Ho                      | Hong Kong      | 10.63 |                      |
| 23      | 3       | Anfernee Lopena                  | Filipinas      | 10.65 | Q                    |
| 24      | 4       | Damil Sutzhanov                  | Cazaquistão    | 10.68 |                      |
| 25      | 1       | Ariff Bin Januri                 | Singapura      | 10.73 |                      |
| 26      | 5       | Jaber Hilal Al-Mamari            | Catar          | 10.74 | Q,                   |
| 27      | 2       | Uzair Rehman                     | Paquistão      | 10.77 | Recorde da temporada |
| 28      | 3       | Alisher Sadulayev                | Turquemenistão | 10.78 | Q                    |
| 29      | 5       | Alexandr Kasper                  | Cazaquistão    | 10.80 |                      |
| 30      | 5       | Mohammed Al-Balushi              | Omã            | 10.85 | Recorde da temporada |
| 31      | 2       | Mohammed Hasan Miah              | Bangladesh     | 10.86 | Recorde da temporada |
| 32      | 3       | Mahmoud El Daou                  | Líbano         | 10.88 |                      |
| 33      | 4       | Adi Ramli Sidiq                  | Indonésia      | 10.89 | Recorde da temporada |
| 34      | 2       | Aligadzhi Magamedgadzhiev        | Quirguistão    | 10.92 | Recorde da temporada |
| 35      | 3       | Pen Sokong                       | Camboja        | 10.94 | Recorde da temporada |
| 36      | 5       | Lin Tim Weng Dexter              | Singapura      | 11.03 |                      |
| 37      | 5       | Mohamed Ismail                   | Bangladesh     | 11.17 | Recorde da temporada |
| 38      | 3       | Lam Cho Kei                      | Macau          | 11.25 | Recorde da temporada |
| 39      | 3       | Abdo Barka                       | Bahrein        | DSQ   | R162.8               |
| 39      | 4       | Sarees Ahmed                     | Maldivas       | DSQ   | R162.8               |

### Semifinal
Qualificação: 2 atletas de cada bateria  (Q) mais os  2 melhores qualificados (q).
Vento:
Bateria 1: +1.2 m/s, Bateria 2: +1.4 m/, Bateria 3: +1.7 m/s
| Posição | Bateria | Atleta                           | Nacionalidade  | Tempo | Notas                |
| ------- | ------- | -------------------------------- | -------------- | ----- | -------------------- |
| 1       | 2       | Yoshihide Kiryū                  | Japão          | 10.12 | Q                    |
| 2       | 2       | Lalu Muhammad Zohri              | Indonésia      | 10.15 | Q,                   |
| 3       | 3       | Andrew Fisher                    | Bahrein        | 10.16 | Q                    |
| 4       | 1       | Ryota Yamagata                   | Japão          | 10.18 | Q, =                 |
| 5       | 3       | Wu Zhiqiang                      | China          | 10.22 | Q, =                 |
| 6       | 1       | Kim Kuk-young                    | Coreia do Sul  | 10.25 | Q                    |
| 7       | 3       | Hassan Taftian                   | Irão           | 10.25 | q                    |
| 8       | 2       | Yang Chun-han                    | Taipé Chinesa  | 10.29 | q,                   |
| 9       | 3       | Barakat Al-Harthi                | Omã            | 10.30 | Recorde da temporada |
| 10      | 2       | Tosin Ogunode                    | Catar          | 10.32 |                      |
| 11      | 1       | Xu Zhouzheng                     | China          | 10.36 | Recorde da temporada |
| 12      | 2       | Noureddine Hadid                 | Líbano         | 10.41 | Recorde nacional     |
| 13      | 3       | Wang Wei-hsu                     | Taipé Chinesa  | 10.46 |                      |
| 14      | 1       | Muhammad Zulfiqar Bin Ismail     | Malásia        | 10.49 |                      |
| 15      | 1       | Himasha Eashan Waththakankanamge | Sri Lanka      | 10.51 |                      |
| 16      | 2       | Eric Shauwn Cray                 | Filipinas      | 10.56 | Recorde da temporada |
| 17      | 1       | Hassan Saaid                     | Maldivas       | 10.56 |                      |
| 18      | 3       | Muhd Noor Firdaus Ar Rasyid      | Brunei         | 10.60 | Recorde pessoal      |
| 19      | 3       | Anfernee Lopena                  | Filipinas      | 10.66 |                      |
| 20      | 1       | Jaber Hilal Al-Mamari            | Catar          | 10.67 | Recorde pessoal      |
| 21      | 2       | Lee Jae-seong                    | Coreia do Sul  | 10.70 |                      |
| 22      | 3       | Jirapong Meenapra                | Tailândia      | 10.71 |                      |
| 23      | 2       | Alisher Sadulayev                | Turquemenistão | 10.81 |                      |
| 24      | 1       | Siripol Punpa                    | Tailândia      | 11.19 |                      |

### Final
Vento: +1.5 m/s
| Posição           | Raia | Atleta              | Nacionalidade | Tempo | Notas                |
| ----------------- | ---- | ------------------- | ------------- | ----- | -------------------- |
| Medalha de ouro   | 7    | Yoshihide Kiryū     | Japão         | 10.10 |                      |
| Medalha de prata  | 4    | Lalu Muhammad Zohri | Indonésia     | 10.13 | Recorde nacional     |
| Medalha de bronze | 9    | Wu Zhiqiang         | China         | 10.18 | Recorde pessoal      |
| 4                 | 5    | Andrew Fisher       | Bahrein       | 10.20 |                      |
| 5                 | 3    | Yang Chun-han       | Taipé Chinesa | 10.28 | Recorde da temporada |
| 6                 | 8    | Kim Kuk-young       | Coreia do Sul | 26.22 |                      |
| 7                 | 2    | Hassan Taftian      | Irão          | DNS   |                      |
| 7                 | 6    | Ryota Yamagata      | Japão         | DNS   |                      |

Legenda
| Recorde mundial       | Recorde mundial (World record)               |                       | Recorde africano                      | Recorde africano (African) |                                           | Q | Classificado por posição (Qualified) |
| Recorde do campeonato | Recorde do campeonato (Championship record)  | Recorde da América    | Recorde da América (Americas)         | q                          | Classificado por melhor tempo (Qualified) |   |                                      |
| Melhor marca do ano   | Melhor marca do ano (World leading)          | Recorde asiático      | Recorde asiático (Asian)              | DNS                        | Não largou (Did not start)                |   |                                      |
| Recorde nacional      | Recorde nacional (National record)           | Recorde europeu       | Recorde europeu (European)            | DNF                        | Não terminou (Did not finish)             |   |                                      |
| Recorde pessoal       | Recorde pessoal do atleta (Personal best)    | Recorde da Oceania    | Recorde da Oceania (Oceania)          | DSQ / DQ                   | Desclassificado (Disqualified)            |   |                                      |
| Recorde da temporada  | Recorde da temporada do atleta (Season best) | Recorde sul-americano | Recorde sul-americano (South America) | NM                         | Sem marca (No mark)                       |   |                                      |